# Знедолені (телесеріал, 2018)
«Знедолені» — британський телесеріал, заснований на однойменному французькому історичному романі Віктора Гюго 1862 року. Адаптований Ендрю Дейвісом і режисером Томом Шенклендом, у головних ролях Домінік Вест, Девід Ойєлово та Лілі Коллінз.
Серіал створено BBC за підтримки членської станції PBS WGBH Boston 's <i id="mwGg">Masterpiece</i> series. Розповсюдженням серіалу займається BBC Studios. Він транслювався у Великій Британії з 30 грудня 2018 року по 3 лютого 2019 року. У Канаді серіал почали транслювати 10 січня 2021 року на CBC та CBC Gem. 

## Виробництво

### Початок
Спочатку компанія Weinstein була налаштована бути продюсером серіалу та виступати його дистриб’ютором у США та Китаї. Проте студія була закрита після звинувачень Гарві Вайнштейна в сексуальному насильстві.  Станція PBS WGBH Boston через свій телесеріал Masterpiece замінила The Weinstein Company як співпродюсера серіалу. 

### Зйомки
Зйомки серіалу почалися в лютому 2018 року в Бельгії та Північній Франції. 

## Реліз
Розповсюдженням серіалу займається BBC Studios .  Прем'єра драми, яка складається з шести епізодів, відбулася 30 грудня 2018 року  . У Новій Зеландії серіал вийшов на TVNZ 1 і його безкоштовному потоковому сервісі TVNZ OnDemand.   
У США серіал транслювався на PBS з 21 квітня 2019 року до 19 травня 2019 року 

## Рецензія
«Знедолені» отримали схвальні відгуки критиків. Міні-серіал отримав рейтинг схвалення 87% на веб- сайті зібраних рецензій Rotten Tomatoes із середнім балом 7,53/10 на основі 39 відгуків критиків. Консенсус сайту гласить: «Вправна адаптація Ендрю Девісом часто переказуваної класичної п’єси Віктора Гюго дає глядачам нову близькість із цими ізгоями та революціонерами, яких вміло оживляє зірковий акторський склад». 
Гра Коллінз у ролі Фантін отримала схвальні відгуки критиків. Александра Поллард з The Independent високо оцінила її гру, написавши, що «вона грає трагічну Фантін зі сталевістю та витонченістю», і назвала її «чудовою».  Гра Веста в ролі Вальжана в останньому епізоді також отримала похвалу критиків. Габріель Тейт з The Telegraph високо оцінив його гру, написавши: «Домінік Вест переймає шоу у хвилюючому фіналі». 
Телевізійний міні-серіал на каналі PBS був описаний як «захоплюючий, із яскравим акторським складом, який не поспішає, щоб розгорнути мелодраму та запропонувати закоханий погляд на Францію 19 століття».  У ньому «тільки доводиться до вихідного матеріалу, не пропускаючи занадто багато сюжету чи мотивації персонажів», вихідним матеріалом є роман Віктора Гюго XIX століття.  Кастинг схвальний, багато хороших виступів. Сюжет не може передати всіх подробиць роману Гюго про його героїв у бурхливий час у Франції, але «коли всі гармати стріляють і останні битви здобуто, принесені жертви не здаються незначними». Історія розповідається, зберігаючи «розповідь чіткою та дозволяючи сценам, орієнтованим на персонажів, дихати». 
Еллісон Кін з Collider написала: «Емоційно, захоплююче» з 5 зірками. 

## Зовнішні посилання
- Знедолені (телесеріал, 2018)  на сайті «BBC Online»(англ.)
- Les Misérables на сайті IMDb (англ.)

- https://www.gutenberg.org/files/135/135-h/135-h.htm